# 无部
无部（むぶ）は、漢字を部首により分類したグループの一つ。
康熙字典214部首では71番目に置かれる（4画の11番目）。

## 概要
「无」の字は「無」と同字で、「存在しないこと」を意味する。
无部は、もっぱら「无」の形やそれに近い「旡」の形を筆画に持つ漢字を収めている。
なお「无」とは別字であるが、「旡」はため息をつく様の象形文字で、『説文解字』では欠の反文としている。『説文解字』では旡部は存在したが无部は存在しなかった。
この部首は日本語では「むにょう」と呼ばれることがあるが、この部首に属する日常的な漢字は、「旡」を旁に持つ「既」の1字のみで、実際に繞の位置に来る漢字は日常の範囲には存在しない。2024年現在のUnicodeを見ても「无」の形で繞の位置に来る漢字はなく、「旡」の形でも拡張Bの「𣄰」「𣄲」「𣄷」「𣄺」といった日常ではまず用いられない漢字しかない。またそもそも部首として「无」の形のまま用いられている漢字も2024年現在のUnicodeでは「无」自身以外では「𣄳」「𰕰」の2字しかなく、无部に所属する漢字のほとんどは「旡」の形で用いられている。なお部首としての「无」の変形である「旡」は、UnicodeのCJK部首補助では「CHOKE」の部首名で登録されている。

## 部首の通称
- 日本：なし、むにょう、ぶ、すでのつくり、む[1]
- 韓国：이미기방부（imi gi bang bu、すでの既の旁の部）
- 英米：Radical not

## 部首字
无
- 広韻 - 武夫切、麌韻
- 詩韻 - 麌韻、平声
- 三十六字母 - 微母
- 日本語 - 音：ブ（漢音）・ム（呉音） 訓：ない
- 中国語 - ピンイン：wú 注音：ㄨˊ ウェード式：wu 2
- 朝鮮語 - 訓音：없을（eopseul、ない） 무(mu)

## 例字
- 无
- 旣（既）
- 旤